# (4031) Mueller
(4031) Mueller est un astéroïde de la ceinture principale, de la famille de Hungaria.

## Description
(4031) Mueller est un astéroïde de la ceinture principale, de la famille de Hungaria. Il présente une orbite caractérisée par un demi-grand axe de 1,93 UA, une excentricité de 0,10 et une inclinaison de 18,9° par rapport à l'écliptique.

## Compléments